# Schweizer Finanzmuseum
Das Schweizer Finanzmuseum wurde am 28. Juni 2017 in Zürich eröffnet.
In einer interaktiven und multimedialen Ausstellung werden die Ursprünge des heutigen Wirtschaftssystems und die Rolle der Schweizer Börse erklärt. Die Dauerausstellung thematisiert die globale Wirtschaftsgeschichte vom 16. bis zum 21. Jahrhundert, wichtige technische Innovationen der Neuzeit sowie den Schweizer Finanzmarkt.

## Ausstellung
Die Ausstellung schlägt mittels eines interaktiven und multimedialen Konzepts eine Brücke zwischen Wirtschaftsgeschichte und modernen Innovationen der Finanzindustrie. Wirtschaftshistorisch relevante Wertschriften dokumentieren die Entwicklung der Finanzwirtschaft vom 16. bis ins 21. Jahrhundert. Zu sehen sind Aktien von Unternehmen des Industrialisierungszeitalters, Wertpapiere von kunsthistorischem Wert sowie ein früherer Anteilsschein der Niederländischen Ostindien-Kompanie (VOC), der ersten Aktiengesellschaft der Welt. Im Fokus stehen die Schweizer Börse vor und nach Abschaffung des Ringhandels, der Kapitalmarkt, die Finanzinstrumente, der Zahlungsverkehr und technische Produkte der Finanzindustrie.
Hörspiele, interaktive Filmsequenzen und Touchscreen-Animationen informieren über zentrale Akteure, Prozesse und Entwicklungen des Schweizer Finanzplatzes. Als Spiel erstmals öffentlich zugänglich gemacht ist die Handelssoftware LiveX, mit deren Hilfe sich Börsenhändler auf ihre Zulassung an der Schweizer Börse vorbereiten. Touchscreen-Infografiken zeigen, wie national- und weltpolitisches Geschehen die Entwicklung des SMI seit seinem Launch im Jahr 1988 beeinflusst haben, Interviews mit börsennahen Persönlichkeiten geben einen Ausblick auf die nähere Zukunft der Börse. 

## Stiftung
Das Finanzmuseum wird von der Stiftung Sammlung historischer Wertpapiere betrieben. In deren Besitz befindet sich eine Sammlung historischer Wertpapiere, die rund 10’000 Wertpapiere aus über 150 Ländern umfasst (Stand Juli 2017). SIX gründete die Stiftung am 31. Oktober 2001. Von 2003 bis 2016 betrieb die Stiftung das Museum Wertpapierwelt in den Geschäftsräumen von SIX in Olten. Seit Juni 2017 befindet sich das Finanzmuseum im neuen Hauptsitz von SIX im Hardturmpark, Zürich West.

## Medienberichte zur Eröffnung des Schweizer Finanzmuseums
- SRF Tagesgespräch (25min)
- Beitrag Tele Zürich (0:43 min)
- Beitrag SRF (4:42 min)
- NZZ